# 在アメリカ合衆国カナダ大使
在アメリカ合衆国カナダ大使（ざいアメリカがっしゅうこくカナダたいし）は、アメリカ合衆国でのカナダ外交使節団長である。
この地位は正式にはカナダにおける女王陛下の在アメリカ合衆国特命全権大使 (Ambassador Extraordinary and Plenipotentiary to the United States of America for Her Majesty's Government in Canada) という。1943年までは特命全権公使がカナダ代表であったが、大使への昇格にともなってレイトン・マッカーシーがカナダ初の駐米大使に就任した。

## 歴代の在米カナダ代表

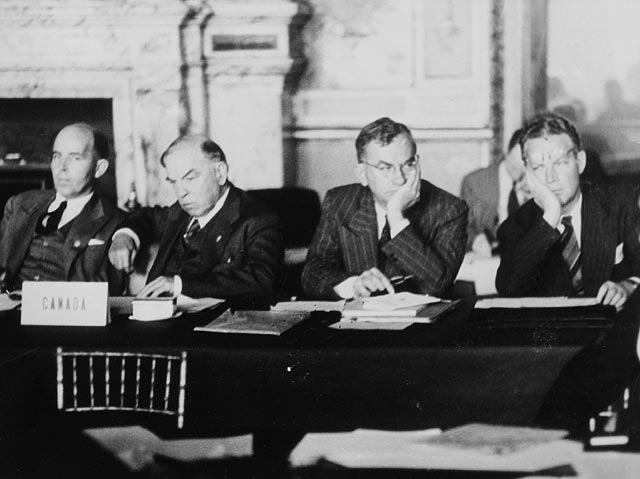
両端に駐米大使経験者が写っている。
（左から）ノーマン・ロバートソン駐英高等弁務官、マッケンジー・キング首相、ブルック・クラックストン国防相、アーノルド・ヒーニー枢密院書記官長（パリ講和会議、1946年）

### 特命全権公使
- ヴィンセント・マッセイ - 1927–1930
  - ヒューム・ロング, 臨時代理公使- 1930-1931
- W・D・ヘリッジ - 1931–1935
  - ヒューム・ロング, 臨時代理公使 - 1935-1936
- ハーバート・マーラー - 1936–1939
- ロリング・クリスティ - 1939–1941
- レイトン・マッカーシー - 1941–1943

### 特命全権大使
- レイトン・マッカーシー - 1943–1944
- レスター・B・ピアソン - 1944–1946
- ヒューム・ロング - 1946–1953
- アーノルド・ヒーニー - 1953–1957
- ノーマン・ロバートソン - 1957–1958
- アーノルド・ヒーニー - 1959 –1962
- C.S.A. Ritchie - 1962–1966
- A.E. Ritchie - 1966–1970
- Marcel Cadieux - 1970–1975
- Jake Warren - 1975–1977
- Peter Towe	- 1977–1981
- Allan Gotlieb - 1981–1989
- Derek Burney - 1989–1993
- John de Chastelain - 1993–1994
- Raymond Chrétien - 1994–2000
- Michael Kergin - 2000–2005
- Frank McKenna - 2005-2006
- Michael Wilson - 2006-2009
- Gary Doer - 2009-現在